# 杨斯 (大陆演员)
楊斯（1982年11月18日—），女，湖北武漢人，中国大陆演员。畢業於北京舞蹈學院，参演“迷案1937”，“明星危情”等多部影影劇。2005年參与中国中央电视台“任長霞” 飾演劇中女警“謝敏”一角。